# Lancia Dialogos
La Lancia Dialogos è un concept realizzato dalla casa automobilistica italiana Lancia ed esposto al Salone dell'automobile di Torino nel 1998. Il prototipo può definirsi il precursore della vettura di serie Thesis.

## Il contesto
Tale concetto venne definito nel 1996, quando alla Lancia si decise di creare una vettura che esaltasse tutti gli aspetti di una dream car. La concept sintetizzava quindi, oltre che l'eleganza e la tradizione del marchio torinese, anche tutta la tecnologia acquisita negli anni, con l'aggiunta di elementi futuristici in contrasto con rievocazioni delle auto del passato. Il progetto venne diretto dal Centro Stile Lancia, in particolare da Mike Robinson direttore del centro, Pietro Camardella autore della proposta Arca , all'epoca responsabile d'esterni e ad interim degli interni, Marco Tencone autore della proposta Agorà, all'epoca senior designer, e Flavio Manzoni che seguì gli interni (all'epoca junior designer d'interni).

## Caratteristiche

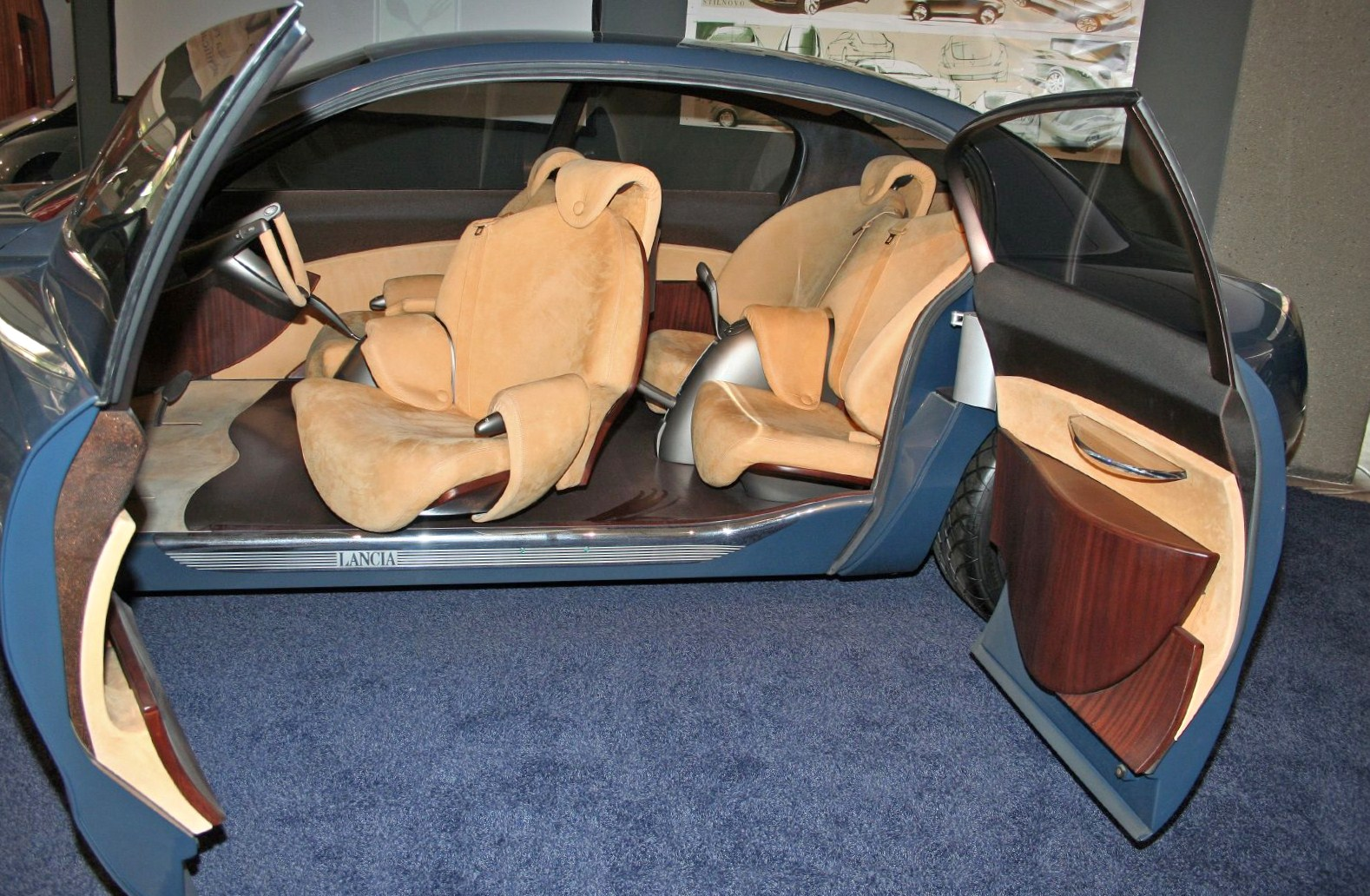
Apertura porte e interni

### Esterni
Il concept ha vissuto molte fasi all'interno della sua vita, nelle quali ha assunto più forme fino ad arrivare a quella finale nel maggio del 1997. Ha vissuto una fase iniziale di ricerca di stile molto libera che nell'estate del 1996 ha dato vita a 5 modellini in argilla in scala 1:4 e infine solo tre ipotesi sono state sviluppate: Agorà (Marco Tencone), Arca (Pietro Camardella) e Tikal (Andrea Bassi); in seguito Agorà e Arca si fondono sotto la guida di Camardella a diventare il prototipo definitivo esposto al salone di Torino nel 1998.
Il modello definitivo si presenta come una grande berlina 3 volumi su specifica richiesta dell'amministratore delegato Lancia del tempo, Paolo Cantarella, ed è caratterizzata da linee molto pulite e retrò che ricordano le Lancia del passato, le aperture delle porte posteriori erano controvento mentre quelle anteriori erano a vento, creando un ampio spazio luce, a portiere aperte, permettendo grande accessibilità a tutto l'abitacolo.

### Interni
Gli interni erano fortemente orientati verso l'abitabilità e il comfort, cercando di riprendere quell'ambiente ideale qual è la casa, quindi puntando sulla vivibilità dell'ambiente stesso soprattutto grazie alla tecnologia, studiata per ridurre al minimo le azioni da parte dell'utente nella conduzione dell'automobile.
Fra le varie particolarità vi sono i sedili ruotabili di 90° verso l'esterno a lato del veicolo e il sistema Ego Mode che compie funzioni di accensione e spegnimento del motore e apertura delle portiere, gestione automatica del cambio, radar antiurto e sistema di telecamere per la guida e per manovre assistite.

## LaGiubileo
Dalla Dialogos venne derivata, nel 2000, una versione di rappresentanza per papa Giovanni Paolo II. Questa limousine, cui venne dato il nome di Giubileo per celebrare l'Anno Santo del 2000, era lunga 5,50 metri e aveva passo allungato, carrozzeria blindata, cambio automatico Comfortronic con cinque rapporti ridotti, interni in pelle con poltrona dedicata al pontefice e motore 3,0 litri V6 Busso di origine Alfa Romeo.